# Virgin Records
Virgin Records là hãng thu âm do tập đoàn Universal Music Group sở hữu. Công ty này ban đầu là một hãng thu âm độc lập được Richard Branson, Simon Draper, Nik Powell và nhạc sĩ Tom Newman thành lập vào năm 1972, sau trở thành một doanh nghiệp lớn sánh vai với A&M Records và Island Records, gặt hái thành công trên phạm vi toàn cầu với các đĩa bạch kim của Paula Abdul, Janet Jackson, Devo, Tangerine Dream, Genesis, Phil Collins, Orchestral Manoeuvres in the Dark, The Human League, Culture Club, Simple Minds, Lenny Kravitz, Sex Pistols và Mike Oldfield.
Năm 1992, Thorn EMI mua lại Virgin Records, sau đó EMI bị Universal Music Group (UMG) mua lại vào năm 2012, sau đó UMG lập ra Virgin EMI Records. UMG tiếp tục dùng thương hiệu Virgin Records tại một vài thị trường như Đức và Nhật Bản.